# Flushing Meadows – Corona Park
|  | Pel que fa al torneig de tennis de Flushing Meadows, vegeu Open dels Estats Units de tennis. |

Flushing Meadows–Corona Park, normalment conegut com a Flushing Meadow Park o Flushing Meadows Park, està situat al nord del barri de Queens, Nova York, Estats Units d'Amèrica, a la intersecció de la Long Island Expressway (Interestatal 495) i la Grand Central Parkway. És el segon parc públic més gran de la ciutat després del Pelham Bay Park al Bronx. Va ser creat el 1939 amb motiu de la Fira Mundial de Nova York i també va servir per a la Fira de 1964. El manteniment del parc va a càrrec del New York City Department of Parks and Recreation. El parc està situat al costat de l'àrea compresa per la Quarta Junta Comunal de Queens de Nova York.

## Dues Fires Mundials
El parc ocupa 5 km² (1.255 acres) i va ser creat a partir d'un antic abocador conegut com la vall de les cendres a l'obra El Gran Gatsby de F. Scott Fitzgerald. En aquell temps el lloc era conegut com a l'Abocador de Cendres Corona (Corona Ash Dumps), va ser netejat pel Comissionat de Parcs Robert Moses, quan es preparava la Fira Mundial de 1939-1940. Es van haver de llençar muntanyes de cendres, Moses, de manera intel·ligent va col·locar gran quantitat d'escombraries a la base de l'autopista Van Wyck Parkway i la Long Island Expressway, que parteix el parc en dues parts, la nord i la sud.
Alguns dels edificis de la Fira de 1939 es van fer servir com a primera seu de les Nacions Unides des del 1946 fins que el 1951 es va traslladar a la seva seu permanent i actual a Manhattan. L'antic New York State Building es va fer servir per a l'Assemblea General de les Nacions Unides durant aquest període. Aquest edifici es va modificar per a la fira de 1964 com el pavelló de la ciutat de Nova York, que oferia un panorama de la ciutat i un model a escala d'aquesta.
Actualment, aquest és l'únic edifici que ha sobreviscut de la Fira de 1939 i la seu del Museu d'Art de Queens, que encara ara conté una versió actualitzada del Panorama. La Unisphere, construïda com a símbol per a la Fira de 1964-65, és la principal escultura del parc. Es va situar en el lloc on hi havia la Perisphere durant la Fira anterior.

## De 1965 a l'actualitat

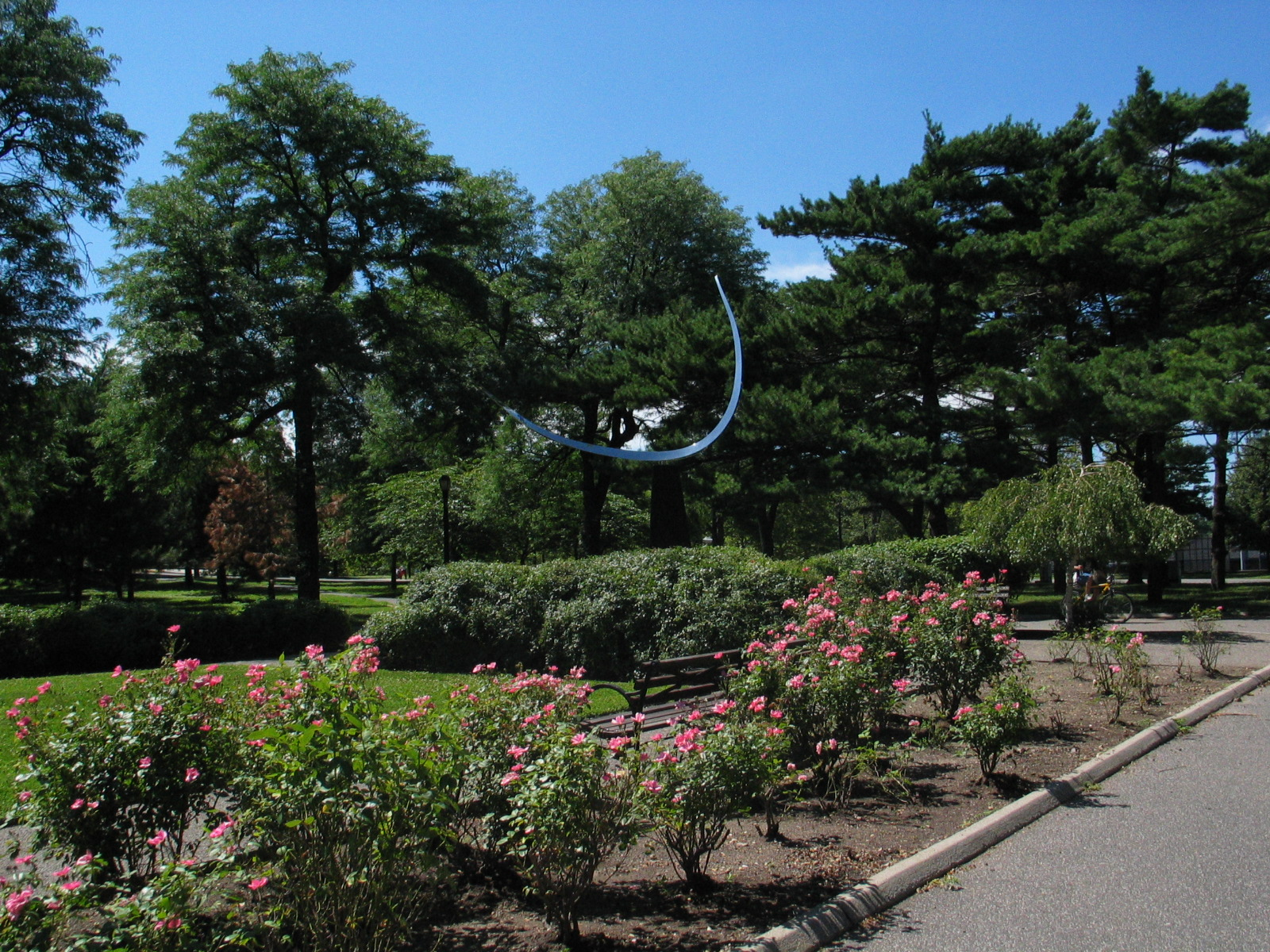
Una de les escultures del parc, dedicada a esdeveniments esportius

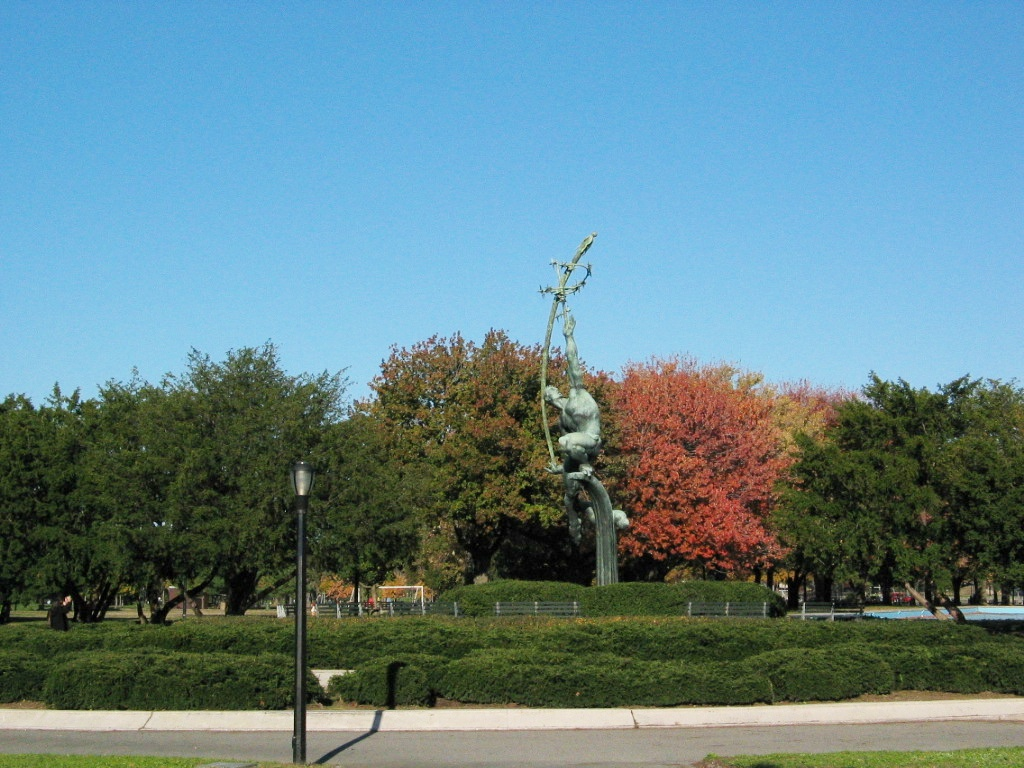
"The Rocket Thrower" per Donald De Lue, encarregada per a la Fira Mudnial de 1964

El torneig de tenis US Open té lloc a Flushing Meadows Park, concretament al USTA Billie Jean King National Tennis Center; la pista principal és Arthur Ashe Stadium i l'estadi secundari és el Louis Armstrong Stadium. El Shea Stadium, és on juguen els New York Mets, es troba al nord del parc.
En el llac del parc es poden llogar barques de rem i de pedals, aquest llac desemboca al nord del Flushing River i en la Flushing Bay. El Meadow Lake també és el lloc de la carrera anual de Dragon Boat i l'equip de rem de Nova York s'entrena en aquest llac durant l'estiu. L'Associació Americana de Petites Embarcacions (TASCA, segons la sigla del seu nom en anglès). El llac també conté una flota de més d'una dotzena de balandres de 14,5' que són usades per a l'ensenyament i esbarjo per als membres del club. Hi ha camins especials per a bicicletes que connecten el Meadow Lake amb la Brooklyn-Queens Greenway. Hi ha camins al voltant del Willow Lake, en una àrea natural amb pantans a la zona sud del parc, que està tancat. La quantitat d'equipaments d'esbarjo i pistes d'esports mostren la mescla ètinica del Queens.
El parc també és la seu del Queens Theater in the Park, el New York Hall of Science, el Queens Museum of Art i la Terrace on the Park, una instal·lació de banquets i càtering, que havia estat l'helioport de la Fira.
El Pavelló de l'estat de Nova York, construït com el saló d'exhibicions de l'estat per a la Fira de 1964-65, és també una característica del parc. No obstant això, no hi va haver un nou ús per a l'edifici un cop acabada la fira i l'estructura està abandonada i es degrada. Els altres edificis que no van tenir un ús després de la Fira van ser derruïts, com el Pavelló dels Estats Units. Una d'aquestes parceles es va convertir en el "Playground for All Children" un dels primers partis d'esbarjo dissenyats per a nens discapacitats. El concurs pel disseny el va guanyar l'arquitecte Hisham N. Ashkouri i la instal·lació va ser completada el 1981. El 1997 es va tornar a condicionar.
El 24 de juny de 2005, el reverend Billy Graham hi va començar el que segons les seves paraules havia de ser la darrera "croada evangelista nord-americana".
El 2008 s'hi va obrir un centre aquàtic de 66,3 milions de dòlars, que compta amb una piscina olímpica coberta i una pista de patinatge d'acord amb les regulacions de la NHL. Les instal·lacions són usades per escoles, lligues i particulars, i són també el complex d'esbarjo més important de tots els que hi ha en els parcs de la ciutat de Nova York, amb una superfície d'una hectàrea. El complex està completament adaptat per a persones amb mobilitat reduïda.

## Cultura Popular

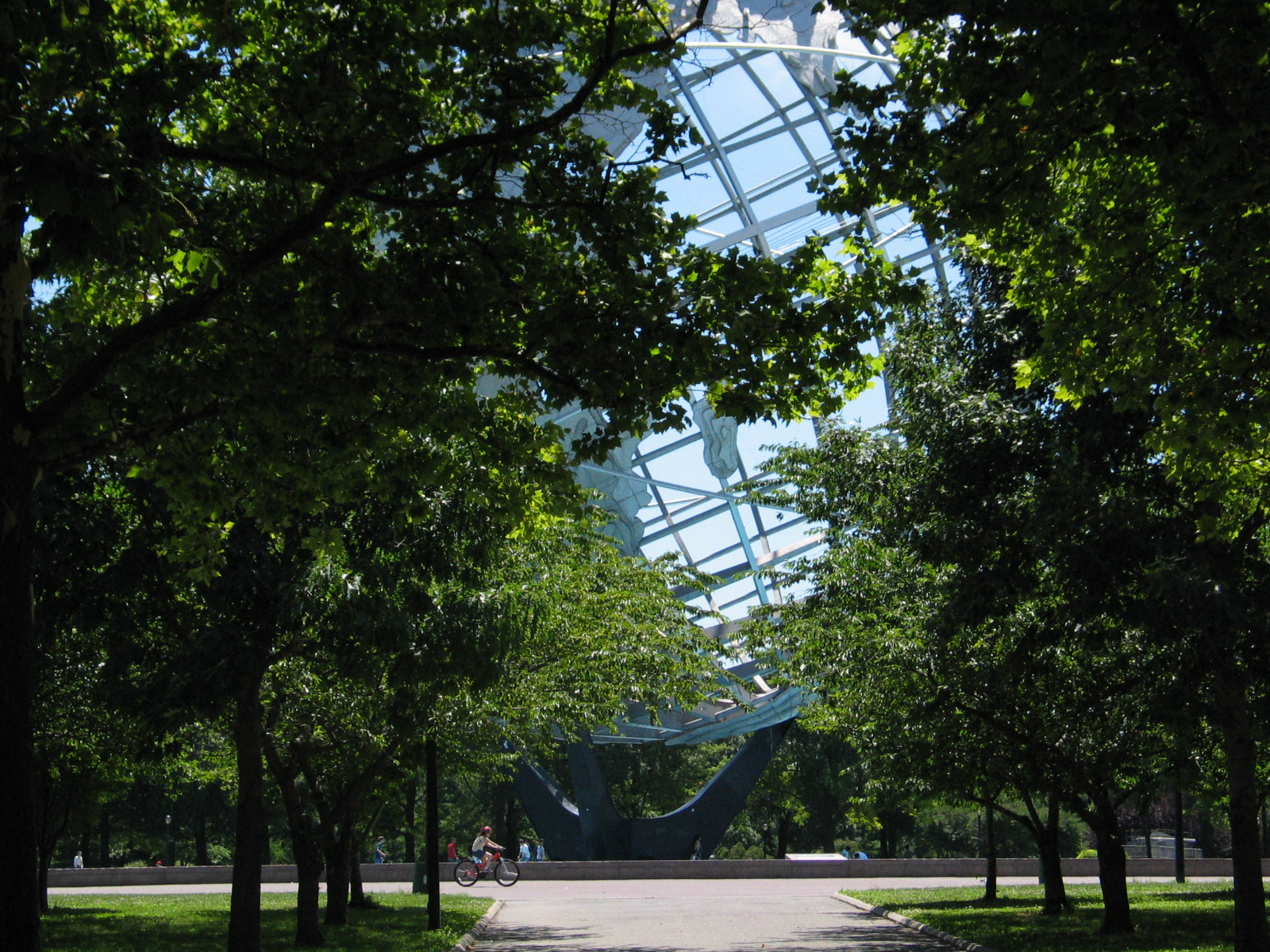
Vista propera de la Unisphere

- El videojoc Grand Theft Auto IV, del 2008, mostra una completa recreació fictícia del parc.
- La gran vall de cendres del The great gatsby de F. Scott Fitzgerald va ser netejat per a la Fira Mundial de 1939 i ara és Flushing Meadows-Corona Park.